# Hobbit
Hobbits oder Halblinge sind fiktive, 60 bis 120 cm große menschenähnliche Wesen in der von J. R. R. Tolkien geschaffenen Fantasiewelt Mittelerde. Sie spielen in den Romanen Der Hobbit und Der Herr der Ringe eine tragende Rolle, ebenso in den Verfilmungen Der Hobbit und Der Herr der Ringe von Peter Jackson. In den übrigen Veröffentlichungen Tolkiens werden sie kaum erwähnt.

## Das WortHobbit
Tolkien betonte, dass der Name Hobbit ein spontaner Einfall und keine bewusste Konstruktion gewesen sei, und schloss die Möglichkeit nicht aus, dass er in seiner Kindheit dem Wort begegnet sein könnte.
Zwischen der Publikation des Hobbit (1937) und derjenigen der Anhänge zum Herrn der Ringe (1955) wurden diverse Spekulationen über die Herleitung des Namens diskutiert. 1976 fand der Name Eingang in das Oxford English Dictionary. 1977 wurde man auf einen Eintrag hobbit in einer Liste von Fabelwesen in The Denham Tracts, einer Sammlung englischer Folklore aus den 1890er Jahren, aufmerksam. Es gibt allerdings keinen Beweis dafür, dass Tolkien das Wort (bewusst oder unbewusst) aus dieser Liste bezogen haben könnte.
Tolkien gibt vor, dass die Erzählungen vom Hobbit und vom Herrn der Ringe „Übersetzungen“ aus der – real nie existenten – Sprache der Hobbits seien. Diese Sprache sei von einer älteren Wurzel, der Sprache des Volks von Rohan, abgeleitet. Die Bezeichnung der Hobbits in ihrer eigenen Sprache sei, so Tolkien, kuduk gewesen, was sich als verschliffene Form vom rohirrischen kûd-dûkan „Höhlenbewohner“ oder „Erdlochbewohner“ ableite. Da Tolkien die Sprache der Hobbits als modernes Englisch wiedergibt, überträgt er folgerichtig die Sprache der Rohirrim ins Altenglische. Kûd-Dûkan hieße auf altenglisch holbytla, was dann – im modernen Englisch – zu Hobbit geworden wäre. Der Gedanke der „Übersetzungen“ aus der Hobbitsprache, genauer dem Westron, entstand erst im Verlauf der Entstehung des Herrn der Ringe, spielte im Roman Der Hobbit und für den Ursprung des Namens also noch keine Rolle.

## Die Hobbits in Tolkiens Werken

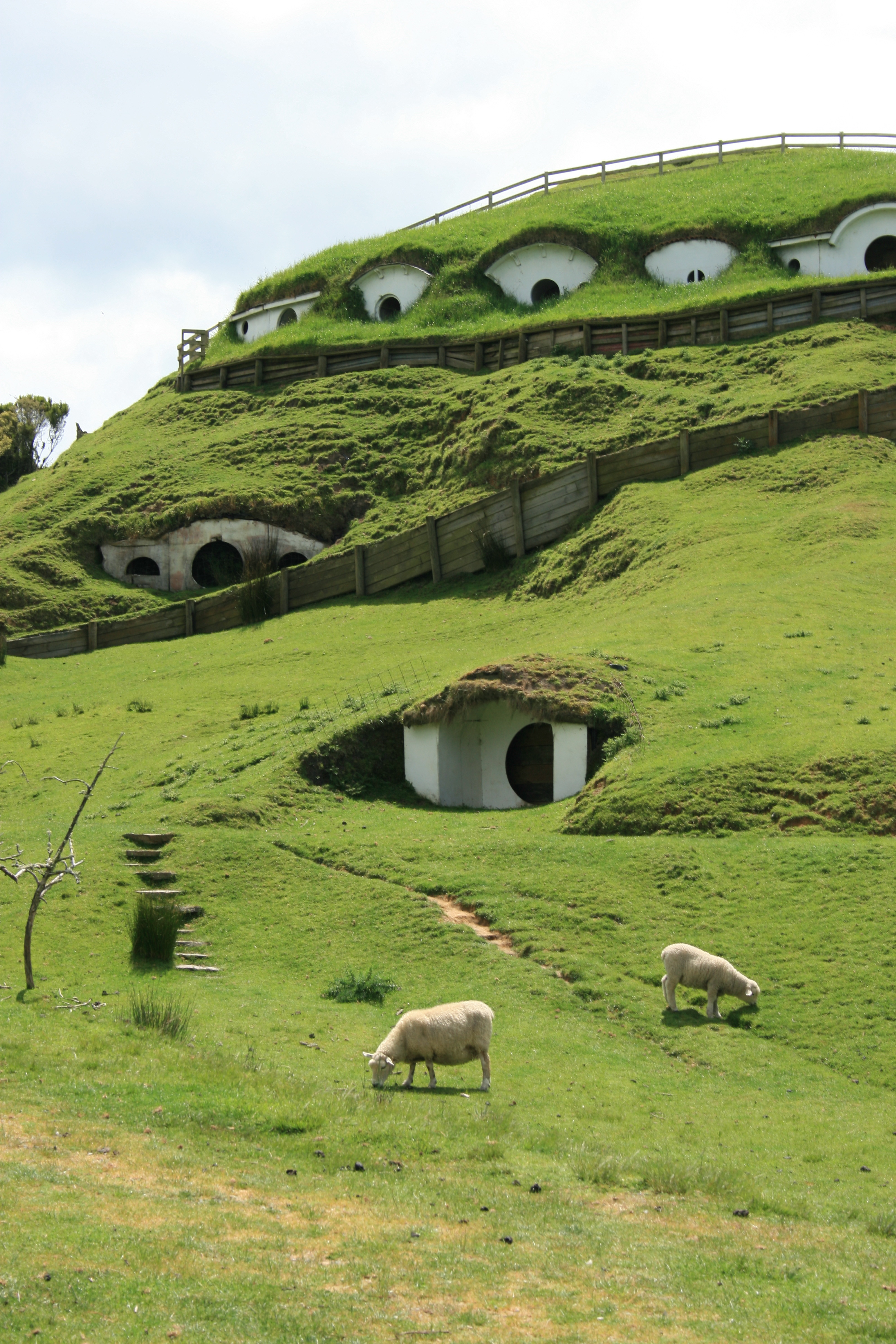
Filmkulisse für die Hobbithöhlen von Hobbingen in Matamata (Neuseeland)

### Besonderheiten und Wesenseigenschaften
Hobbits unterscheiden sich von Menschen äußerlich vor allem dadurch, dass sie nur etwa halb so groß sind wie diese (maximal 1,20 Meter), daher auch der Name „Halbling“. Die Proportionen des Körperbaues entsprechen dabei weitgehend denen eines normal ausgewachsenen Menschen; sie sind in ihrer Statur aber selten stämmig, was sie wiederum (neben dem fehlenden Bartwuchs) von den Zwergen unterscheidet, die nicht wesentlich größer als Hobbits sind. Außerdem haben sie behaarte und außergewöhnlich große Füße mit lederartigen Sohlen und tragen selten Schuhe. Auch deswegen können sich Hobbits nach Belieben fast geräuschlos fortbewegen. Weitere Merkmale sind lockige Haare sowie charismatische, aber selten wirklich schöne Gesichter. Trotz aller Unterschiede sind Hobbits eine Nebenlinie der Menschen Mittelerdes und tragen damit das gleiche Schicksal wie diese: die Sterblichkeit von Körper und Seele. Allerdings ist ein Alter von 100 Jahren für Hobbits nichts Ungewöhnliches, ähnlich wie z. B. heutige Menschen bei einem normalen Lebensverlauf ca. 80 bis 85 Jahre alt werden.
Sie sind ein ruhiges, gemütliches Völkchen. Daher rührt auch ihre oft rundliche Figur und ihre Neigung, Aufregungen gewöhnlich aus dem Weg zu gehen. Viele von ihnen leben traditionell in teils weitverzweigten Höhlen, den „Smials“. In Hobbingen im Auenland sind das meist komfortable Wohnungen mit kreisrunden Türen und Fenstern. Die Liebe zu gutem und häufigem Essen und Trinken, das zelebrierte Rauchen des „Pfeifenkrauts“, der angesehene Gartenbau und sorglose Feste sind kennzeichnend für das Leben der Hobbits. Sie sind handwerklich geschickt, verwenden aber keine Maschinen, die wesentlich komplizierter als beispielsweise Mühlen sind. Außerdem geht ihre Gelehrsamkeit selten über das Wissen um ihren eigenen Stammbaum hinaus, so dass sie nur sehr wenig über die Länder und Völker außerhalb ihrer Grenzen wissen. Sie benehmen sich Ausländern gegenüber häufig reserviert und halten nicht viel von Hobbits, die freiwillig die weite Welt bereisen und Abenteuer erleben wollen. Die Sprache der Hobbits entspricht dem so genannten Westron, welche als Gemeinsprache der Völker des Westens fungiert. Es gibt leichte Abweichungen, vor allem im Wortschatz, welche noch von ihrer frühen Sprache herrühren.
Hobbits gelten als friedfertig, haben nie untereinander gekämpft, Kapitalverbrechen sind undenkbar. Ihr Kleidungsstil unterscheidet sich erheblich von der restlichen „Mode“ Mittelerdes, da sie gerne knopfreiche, bunte Westen tragen. Kampfkleidung oder gar Rüstungen sind kaum im Gebrauch.
Trotz ihres ruhigen Lebensstils gelten Hobbits auch als erstaunlich widerstandsfähig und furchtlos, wenn sie dann doch in Bedrängnis geraten, wobei sie vergleichsweise langsam ihren Verletzungen erliegen. Sie zeigen auch eine natürliche Begabung für den Gebrauch von Distanzwaffen, welche Bögen, Schleudern oder einen einfachen Steinwurf per Hand umfassen. Hobbits haben sich nur selten an Kriegen beteiligt; nie versuchten sie Länder zu erobern oder Völker zu unterjochen oder deren Besitztümer zu erlangen.
Ursprünglich gliedern sich die Hobbits in drei Stämme:
- Die Harfüße (engl.: „Harfoots“), mit brauner Haut, meist kleiner gewachsen als die anderen Stämme, aber bei weitem die größte Gruppe, bevorzugen hügelige Gegenden oder Hochebenen.
- Die Starren (engl.: „Stoors“) sind größer und stämmiger, lieben Flusslandschaften, tragen Schuhwerk und leben häufiger als die anderen Stämme in Holzhäusern. Einige von ihnen benutzen sogar Boote.
- Die Falbhäute (engl.: „Fallohides“), ein nördlicher Stamm, hellhäutiger, größer und schlanker als die anderen, haben eine Vorliebe für Bäume und Wälder.

Zur Zeit des Ringkriegs leben die drei Stämme bereits seit Jahrhunderten im Auenland und haben sich teilweise vermischt.

### Hobbits im „Auenland“
Nach ihrer großen Wanderung wurde das Auenland die Heimat des Großteils der Hobbits (im englischen Original ist die Bezeichnung Shire, was im Deutschen am ehesten mit Grafschaft oder Gau zu übersetzen wäre. Die Übersetzerin Margaret Carroux zog einen anderen Namen vor, aufgrund der Belastung der Bezeichnung „Gau“ während der Zeit des Nationalsozialismus). Das hügelige Auenland befindet sich im Westen von Mittelerde in der Region Eriador und ist zum Bau von Hobbithöhlen gut geeignet. Die Ostgrenze bildet der Fluss Baranduin (von den Hobbits „Brandywein“ genannt), die Westgrenze die Fernen Höhen. Etwa 1400 Jahre vor den Ereignissen im „Herrn der Ringe“ siedelten sie sich dort an. Damals stand das Land noch unter der Herrschaft des Königs von Arnor, der in Fornost residierte. Er erlaubte ihnen, dort zu leben, wenn sie seine Herrschaft anerkannten, seine Boten achteten und die Brücken und Straßen des Landes instand hielten.
Nachdem die westlichen Reiche der Menschen im Kampf gegen den Hexenkönig von Angmar scheiterten und untergingen, betrachteten die Hobbits das Land als ihr Eigentum. Ihr Leben änderte sich dadurch jedoch nicht, da sie stets ein eigenes Verwaltungssystem hatten. Da Hobbits nicht zu Gewalt neigten, hatte es im Auenland vor dem Ringkrieg dreihundert Jahre lang keine Schlacht mehr gegeben.
Das Auenland hat keine Regierung im eigentlichen Sinne; die höchste Autorität genießen der sogenannte Thain, der Bürgermeister von Michelbinge und der Herr von Bockland. Die „Büttel“ galten als Polizei, hatten aber tatsächlich selten etwas zu regeln. Die kleinen Leute ahnten nicht, dass sie von den Abkömmlingen der großen Menschengeschlechter, den Dunedain, jahraus, jahrein behütet und abgeschirmt wurden.

### Die Rolle der Hobbits im „Ringkrieg“
Der Zauberer Gandalf der Graue entdeckte die besonderen Fähigkeiten der Hobbits. Er fand heraus, dass die Hobbits vor langer Zeit aus den Gebieten östlich des Flusses Anduin („Langer Fluss“) über das Nebelgebirge bis nach Eriador gekommen waren. Selbst den Ents, die alle Lebewesen der Welt kennen, blieben Hobbits lange Zeit unbekannt. Gandalf bemerkte, dass Hobbits besonders charakterstark sind und sich somit für heikle Missionen eignen. So widerstand Bilbo Beutlin weitgehend dem Zauber des Drachen Smaug, und er sowie auch sein Neffe Frodo Beutlin und dessen Begleiter Sam Gamdschie schafften es, den Einen Ring zu tragen, ohne dessen magischer Macht völlig zu verfallen.

### Funktion
Innerhalb der Werke Tolkiens haben die Hobbits vor allem die Funktion, den Leser in die Geschichten einzuführen. Sie sind ein eigentlich nicht passender Anachronismus in einer viel älteren, heroischen und mythisch-mittelalterlichen Welt. So rauchen die Hobbits Pfeifen, leben unspektakulär in ihrem Auenland und bleiben zunächst ungestört von den großen Problemen ihrer Zeit. Bilbo, der Protagonist des Romans Der Hobbit, ist zu Anfang ähnlich verwirrt wie der Leser, als er das Auenland verlässt und diese abenteuerliche Welt betritt. Die Hobbits repräsentieren also den modernen und häuslichen Leser, der sich mit ihnen identifizieren kann und mit ihnen gemeinsam die Welt Tolkiens kennenlernt.
So ähnelt die Gesellschaft der Hobbits in vielem dem viktorianischen oder edwardianischen England. Die sozialen Rollen sind klar verteilt: Die Familie Beutlin ist wohlhabend und angesehen, andere Familien wie die Gamdschies hingegen haben einen niedrigeren sozialen Status. Es gibt weder Hochindustrien noch Autos, die die Landschaft zerstören. Schon das englische Wort für das Auenland, das spezifisch englische The Shire, weist auf Tolkiens Intention hin. Er assoziierte Shire vor allem mit unberührten Landschaften wie der des ihm vertrauten Warwickshire, wo er als Kind einige Jahre in dem Dorf Sarehole gewohnt hatte: „[Ich] lebte während meiner frühen Jahre im ‚Auenland‘ in einem vormechanischen Zeitalter“, schrieb er in einem Brief. Die tiefe Verbundenheit der Konzeption des Auenlands mit seiner Heimat England betonte Tolkien immer wieder: „Aber freilich […] beruht das ‚Shire‘ auf dem ländlichen England und auf keinem anderen Land in der Welt“. So wehrte er sich auch vehement, als die englischen Namen der Hobbits und der auenländischen Orte übersetzt werden sollten: „Die Toponymie des Shire […] ist eine ‚Parodie‘ derjenigen des ländlichen England, ganz im selben Sinne wie seine Bewohner: beides gehört zusammen, und mit Absicht“.
Nicht nur die Landschaft, auch die Eigenarten der Hobbits brachte Tolkien in hohem Maße mit sich selbst in Verbindung:

„Ich bin tatsächlich selber ein Hobbit (in allem bis auf die Größe). Ich liebe Gärten, Bäume und Ackerland ohne Maschinen, ich rauche Pfeife, esse gern gute, einfache Sachen (nichts aus dem Kühlschrank) und verabscheue die französische Küche; ich getraue mich, in dieser grauen Zeit dekorative Westen zu tragen. Ich mag Pilze (vom Felde); habe einen sehr einfachen Humor (den sogar meine wohlwollenden Kritiker störend finden); ich gehe spät zu Bett und stehe spät auf (wenn möglich). Ich reise nicht viel.“

## Der Hobbit und Mittelerde
Tolkien schrieb am 16. Dezember 1937 in einem Brief an Stanley Unwin, den Inhaber des Verlages George Allen & Unwin, dass die Erzählung über den Hobbit Bilbo Beutlin zunächst einmal eine Komikgeschichte war, während er Das Silmarillion als Teil seiner Mythologie konzipiert habe, in die er diese Geschichte später am Rande integrierte und im Roman der Herrn der Ringe ausbaute.

“My chief joy comes from learning that the Silmarillion is not rejected with scorn. I have suffered a sense of fear and bereavement, quite ridiculous, since I let this private and beloved nonsense out; and I think if it had seemed to you to be nonsense I should have felt really crushed. […] But I shall certainly now hope one day to be able, or to be able to afford, to publish the Silmarillion! […] I think it is plain that quite apart from it, a sequel or successor to The Hobbit is called for. […] But I am sure you will sympathize when I say that the construction of elaborate and consistent mythology (and two languages) rather occupies the mind, and the Silmarils are in my heart. […] Mr Baggins began as a comic tale among conventional and inconsistent Grimm’s fairy-tale dwarves, and got drawn into the edge of it – so that even Sauron the terrible peeped over the edge. And what more can hobbits do? They can be comic, but their comedy is suburban unless it is set against things more elemental. But the real fun about orcs and dragons (to my mind) was before their time.”

„Meine größte Freude ist es zu erfahren, dass das Silmarillion nicht mit Verachtung zurückgewiesen wurde. Ich empfand einen Anflug von Furcht und Traurigkeit, ziemlich lächerlich, seit ich diesen privaten und geliebten Unsinn herausgab, und ich denke, wenn es Ihnen als Unsinn erschienen wäre, hätte es mich erschüttert. […] Aber jetzt hoffe ich eines Tages in der Lage zu sein, oder es mir leisten zu können, das Silmarillion zu veröffentlichen! […] Ich denke, es ist klar, dass davon abgesehen, eine Fortsetzung oder ein Nachfolger zu Der Hobbit gefordert werden wird. […] Aber ich bin sicher, es wird Ihre Sympathie finden, wenn ich sage, dass die Konstruktion einer aufwendigen und konsequenten Mythologie (und von zwei Sprachen) eher vom Geist Besitz ergreifen wird, und die Silmaril sind in meinem Herzen. […] Herr Beutlin begann als humorvolle Geschichte zwischen konventionellen und inkonsistenten Zwergen aus Grimms Märchen und wurde bis an ihren Rand gezogen – so dass sogar Sauron der Schreckliche über den Rand lugte. Was können Hobbits mehr tun? Sie können komisch sein, aber ihre Komik reicht gerade für die Vorstadt, solange sie sich nicht elementaren Dingen entgegenstellt. Aber der wahre Spaß mit Orks und Drachen fand (meiner Meinung nach) vor ihrer Zeit statt.“

## Rezeption
Der riesige Erfolg vor allem des Herrn der Ringe führte zu zahlreichen Adaptionen und letztlich auch mit zur Etablierung eines neuen Genres, der Fantasy. Dabei wurde vor allem Tolkiens Konzeption der Elben (bei den Nachfolgern meist Elfen), Zwerge und Orks übernommen, weniger jedoch die Hobbits. Hobbits finden sich trotzdem in diversen Fantasy-Romanen und -Rollenspielen. Hier werden sie fast ausschließlich als Halblinge bezeichnet, da die Bezeichnung „Hobbit“ geschützt ist. Inhaber der Lizenzrechte sind die durch Tolkien Enterprises vertretenen Erben Tolkiens. Die Verwendung von „Hobbit“ in der 1. Auflage des durch TSR vertriebenen Rollenspiels Dungeons & Dragons musste nach einem Rechtsstreit zurückgenommen werden.
Seit 1978 wird jährlich am 22. September der Hobbit Day gefeiert.
Der von Forschern 2003 auf der indonesischen Insel Flores fossil gefundene Homo floresiensis, eine relativ kleinwüchsige Art der Gattung Homo, wurde in Presse und Öffentlichkeit schon bald als „Hobbit“ bezeichnet.
Der 1982 beschriebene Mooswald-Blütenflughund erhielt den wissenschaftlichen Namen Syconycteris hobbit aufgrund seiner geringen Größe und seiner behaarten Füße.